# Цинлю
Цинлю́ (кит. упр. 清流, пиньинь Qīngliú) — уезд городского округа Саньмин провинции Фуцзянь (КНР).

## История
Впервые уезд Цинлю был создан во времена империи Сун в 1098 году. В 1228 году он был расформирован. Во времена монгольской империи Юань уезд был в 1271 году создан вновь.
После вхождения этих мест в состав КНР был образован Специальный район Юнъань (永安专区), и уезд вошёл в его состав. В марте 1956 года Специальный район Юнъань был расформирован, и уезд перешёл в состав Специального района Лунъянь (龙岩专区). 
В феврале 1959 года уезды Цинлю и Нинхуа были объединены в уезд Циннин (清宁县). В 1960 году городской уезд Саньмин перешёл в прямое подчинение властям провинции Фуцзянь. В 1961 году уезд Циннин был вновь разделён на уезды Цинлю и Нинхуа. В 1962 году уезд Цинлю перешёл в подчинение властям Саньмина.
В мае 1963 года был образован Специальный район Саньмин (三明专区), и уезд вошёл в его состав. В декабре 1970 года Специальный район Саньмин был переименован в Округ Саньмин (三明地区).
Постановлением Госсовета КНР от апреля 1983 года округ Саньмин был преобразован в городской округ.

## Административное деление
Уезд делится на 5 посёлков и 8 волостей.